# Mordellistena cognata
Mordellistena cognata es una especie de coleóptero de la familia Mordellidae.

## Distribución geográfica
Habita en Brasil.